# Wembley Lions
I Wembley Lions furono una squadra di  hockey su ghiaccio del Regno Unito. 
Fondata nel 1934, mostrò una continuità con la London Lions, che giocava già dal 1924.  La squadra di Wembley aveva sede all'allora nuovo Empire Pool, che divise con i Wembley Monarchs fino al 1950.
La squadra prese parte alla English National League, vincendola nel 1935-36 e 1936-37.  Dopo la Seconda guerra mondiale tornarono al vertice nel 1951-52.  Nel 1954 i Lions aderirono alla nuova British National League, che conquistarono nel 1956-57.  La lega fallì però nel 1960 e con essa, a causa della mancanza di prospettive, anche i Wembley Lions.
Ispirati dal successo dei Brighton Tigers, che avevano continuato a giocare pur senza partecipare a nessun campionato, i Lions rinacquero nel 1963 per giocare partite amichevoli e continuarono fino al 1968.
Uno dei loro giocatori più famosi è stato James Robertson Justice, meglio noto come attore, che giocò come portiere per una stagione.